# Gustav von Kahr
Gustav Ritter von Kahr, född 29 november 1862 i Weißenburg, död 30 juni 1934 i Dachau, var en tysk konservativ politiker. Han var Bayerns ministerpresident från den 16 mars 1920 till den 11 september 1921. von Kahr spelade en framträdande roll vid Adolf Hitlers ölkällarkupp i november 1923. ”Ritter” är inte något egennamn, utan en adelstitel, som Kahr förärades år 1911. von Kahr mördades i samband med de långa knivarnas natt 1934.

## Biografi
von Kahr var son till ordföranden för Bayerns förvaltningsdomstol, Gustav von Kahr, och dennes hustru Emilie, född Rüttel.

### Studier och politisk karriär
von Kahr studerade juridik i München 1882-1888 och verkade som jurist, innan han 1902 gav sig in i politiken. 1890 gifte han sig med Ella Schübeck. Han var konservativ och hade bindningar till det katolska konservativa Bayerische Volkspartei, men han förblev partilös. I första världskrigets slutskede blev han ordförande för provinsregeringen i Oberbayern. von Kahr, som var monarkist och nationalist, förskräcktes av den så kallade novemberkuppen 1918, då den socialistiske politikern Kurt Eisner utropade "Fristaten Bayern", Bayerska rådsrepubliken, och tvingade kung Ludvig III att fly. von Kahr tvingades att avgå från sin post. Bayerska rådsrepubliken, som innebar ett försök att skapa en socialistisk stat, blev tämligen kortvarig och upplöstes i början av maj 1919.
Den 16 mars 1920 utsågs von Kahr till Bayerns ministerpresident och ville verka för ett återinförande av monarkin. von Kahrs ämbetstid präglades bland annat av att olika högerextrema grupperingar fick fritt spelrum på den politiska arenan. von Kahr stödde separatister som strävade efter att skilja Bayern från det tyska riket, men när de tyska myndigheterna antog ett dekret för att skydda den tyska republiken mot högerextrema intressen, valde han att avgå.
I september 1923, efter en lång period av politiska mord och tilltagande social oro, utlyste Bayerns ministerpresident Eugen von Knilling undantagslagar och utsåg von Kahr till statskommissarie med i princip diktatoriska befogenheter. De i Bayern stationerade Reichswehr-enheterna, ställde sig under von Kahrs befäl. Tillsammans med den bayerska statspolisens chef, Hans Ritter von Seisser, och generalen inom Reichswehr, Otto von Lossow, bildade von Kahr en form av triumvirat. En av von Kahrs första åtgärder var att förbjuda vänsterinriktade organisationer och tidningar. Riksregeringen i Berlin började att ana oråd, och från generalöverste Hans von Seeckt kom ordern att förbjuda utgivningen av det nazistiska partiorganet Völkischer Beobachter, men ordern desavouerades av von Kahr.
I oktober 1922 hade det italienska fascistpartiets ledare Benito Mussolini och dennes anhängare företagit "marschen mot Rom" för att gripa makten i Italien. Högerextrema grupper i Tyskland lät sig inspireras av denna händelse och började agitera för en "marsch mot Berlin", det vill säga en stark vilja att störta Weimarrepubliken och ta makten i hela det tyska riket. Bland de som ville förverkliga denna marsch fanns krigsveteranen från första världskriget, Erich Ludendorff, och ordföranden för ett litet nazistiskt parti, Adolf Hitler. von Kahrs triumvirat stödde till en början Ludendorff och Hitler.

### Ölkällarkuppen 1923
Den 8 november 1923 höll von Kahr ett tal i Bürgerbräukeller, en stor ölstuga i sydöstra utkanten av München, för en stor skara bayerska tjänstemän och nationalister. När von Kahr hade talat i cirka 30 minuter, omkring klockan 20:30, rusade Hitler, Rudolf Hess, Hermann Göring, Hitlers livvakt Ulrich Graf och flera andra nazister in i ölkällaren. Hitler ställde sig på ett bord, avlossade ett pistolskott i taket och ropade: "Den nationella revolutionen har börjat! Salen är omringad av sexhundra tungt beväpnade män. Ingen får lämna salen. Om det inte ögonblickligen blir lugnt sätter jag ett maskingevär på galleriet. Den bayerska regeringen och riksregeringen är avsatt, en provisorisk riksregering skall bildas, riksvärnets och den bayerska polisens kaserner har ockuperats, och riksvärnet och polisen har satts i rörelse under hakkorsflaggan". Hitlers kuppförsök hade inletts. 
von Kahr, Lossow och Steisser tvingades under pistolhot från Hitler in i ett litet rum i ölkällaren. von Kahr svarade Hitlers försök till övertalning med tystnad och förakt. Hitler påstod sig ha utnämnt polischefen Ernst Pöhner till Bayerns nye ministerpresident, men lovade von Kahr posten som "delstatsföreståndare". 
von Kahr drog tillbaka sitt stöd till Hitler och dennes brunskjortor, och arresterades tillsammans med Lossow och Seisser. De släpptes dock inom kort på villkor att inte blanda sig i kuppförsöket. Under natten till den 9 november, förberedde de tre, utan Hitlers kännedom, ett väpnat motstånd för att kväsa nazisternas "nationella revolution". Hitler hade missbedömt triumviratets samarbetsvilja. De hade tidigare visat ett tydligt intresse för en politisk förändring – nu vägrade de att samarbeta med Hitler. von Kahr lät på ett flertal ställen i centrala München anslå följande proklamation:
| ”                                         | Äregiriga kamraters svekfullhet och bedrägeri har förvandlat en demonstration, vilken syftade till ett nationellt uppvaknande, till skådeplatsen för vämjeligt våld. De deklarationer som jag själv, general von Lossow och överste Seisser under revolverhot har tvingats till saknar allt värde. Det nationalsocialistiska tyska arbetarpartiet samt kampförbunden Oberland och Reichskriegsflagge är upplösta. | „ |
| – von Kahr, Generalkommissarie för Bayern | |   |

Den tyska regeringsmakten i Berlin fick snart kännedom om ölkällarkuppen och beordrade att denna omedelbart skulle nedslås. Med hjälp av Landespolizei och Reichswehr kunde von Kahr och hans anhängare den 9 november, framför Feldherrnhalle vid Odeonsplatz, slå ner kuppmännens påbörjade "marsch mot Berlin" som leddes av Hitler och Ludendorff. Kväsandet krävde dock dödsoffer; sexton kuppmän, fyra bayerska polismän och en åskådare sköts ihjäl i tumultet som uppstod. Hitler förklarade von Kahr ensam vara skyldig till de sexton kuppmännens död och stämplade denne som högförrädare.
von Kahr förlorade stödet från högerextrema nationalistiska grupperingar i Bayern, när hans roll i samband med den misslyckade ölkällarkuppen blev känd. von Kahrs administration hade dock haft ett ansvar för kuppens planerande, och med tiden blev von Kahrs politiska situation ohållbar; han avgick som statskommissarie den 18 februari 1924. Den 24 februari inleddes rättegången mot kuppmännen, bland andra Hitler, Ernst Röhm och Ludendorff, och von Kahr inkallades som ett av åklagarsidans främsta vittnen. Hitler, som stod åtalad för bland annat högförräderi, hävdade att "triumviratet" von Kahr, Lossow och Seisser borde sitta tillsammans med honom på de anklagades bänk, då de tre initialt de facto hade stött Hitlers kuppförsök. I vittnesbåset försökte von Kahr kasta all skuld för kuppförsöket på Hitler och kallade honom bland annat politisk uppkomling.
Från 1924 till 1930 var von Kahr president i Bayerns högsta förvaltningsdomstol. Därefter lämnade han i stort sett offentlighetens ljus.

### Död
Den 30 juni 1934 iscensatte Hitler och SS en utrensning inom SA och inom partiet; denna mordiska händelse fick namnet "de långa knivarnas natt". SA:s ledare, Röhm, och en lång rad SA-män mördades. Även andra personer, politiker och militärer som misshagade Hitler, avrättades denna natt. von Kahr greps av SS i München, anklagad för förräderi i samband med ölkällarkuppen 1923, och fördes till utkanten av Dachau där han misshandlades och slogs med yxor. På order av SS-officeren Theodor Eicke sköts han slutligen till döds. Hans kropp sänktes i ett träsk.

### Webbkällor
- DHM: Gustav Ritter von Kahr

### Fotnoter
1. ↑  Fest, a.a., s. 200.
2. ↑  Fest, a.a., s. 209.
3. ↑  Shirer, a.a., s. 92.
4. ↑  Shirer, a.a., s. 95.
5. ↑  The Night of the Long Knives